# Аштилеу
Аштилеу (рум. Aștileu, венг. Esküllő) — коммуна Румынии в жудеце Бихор.
Коммуна расположена на расстоянии 406 км к северо-западу от Бухареста, 36 км к востоку от Орадя и 95 км к западу от Клуж-Напока. Ближайший к коммуне город — Алешд, находится на противоположном берегу реки Кришул-Репеде.
Занимает площадь в 58,8 км². Население 3561 жителей (2011 год). Плотность — 62 чел/км². По переписи 2011 года 87,94 % населения составляли румыны, 5,2 % ромы, 4,48 % словаки, 1,55 % венгры и 0,23 % немцы.

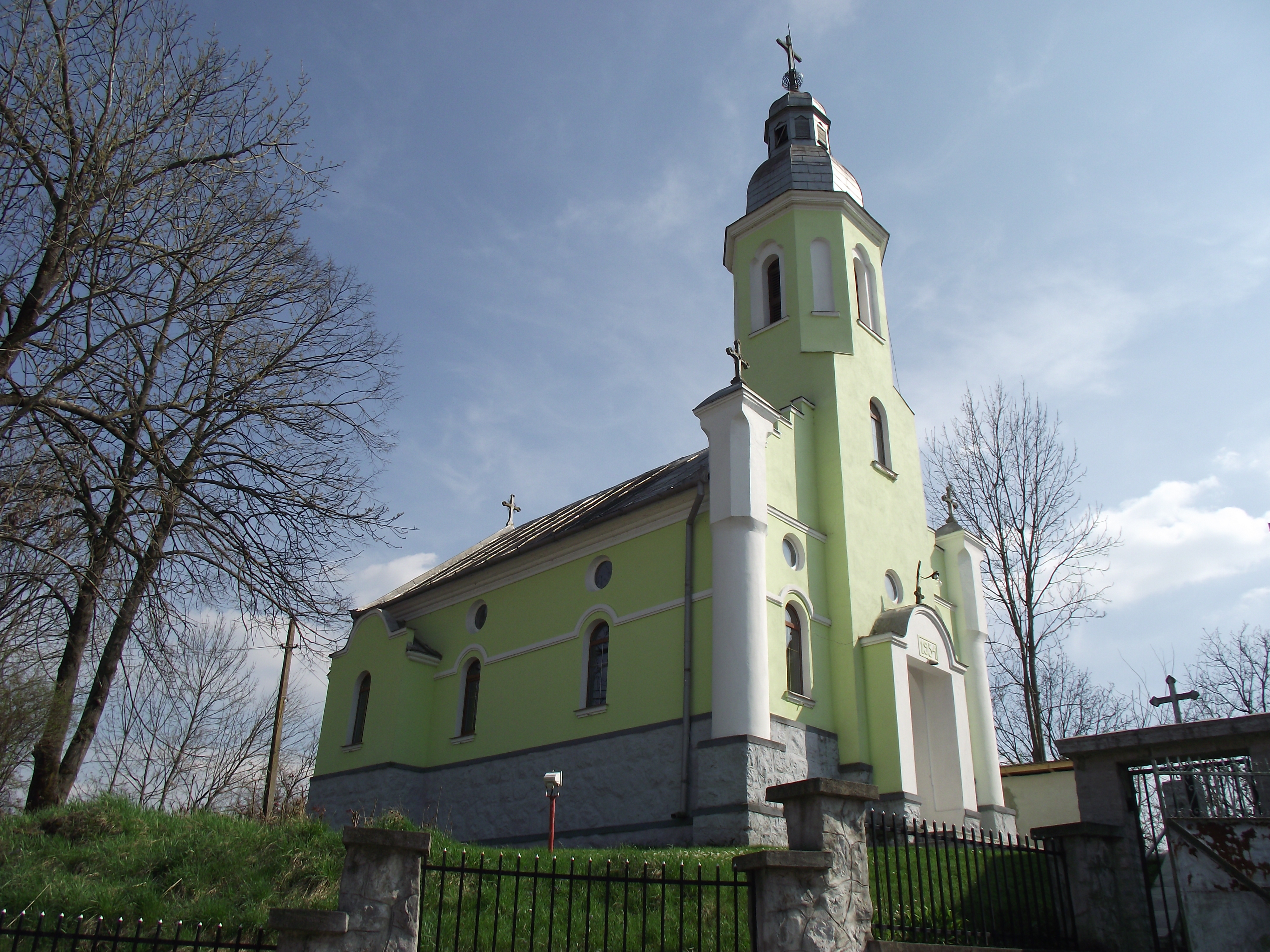
Церковь в Аштилеу

В состав коммуны входят следующие села (данные о населении за 2002 год):
- Аштилеу (1528 чел.) — административный центр коммуны
- Келеца (835 чел.)
- Кистаг (623 чел.)
- Пештере (805 чел.)

## Экономика
Экономика коммуны основана на сельском хозяйстве и животноводстве. В поселке Кистаг расположен крупный цементный завод, а также несколько предприятий по производству строительных материалов и деревообработки.
Имеется небольшая церковь. Аштилеу расположен в нескольких километрах к югу от национальной дороги DN1 Орадя — Алешд — Клуж-Напока . 
На территории Аштилеу находится известная пещера Игрита, в которой найдены многочисленные кости пещерных медведей)

## История
В конце Первой мировой войны Австро-Венгерская империя была разрушена, и территория коммуны по Трианонскому договору присоединилась к Великой Румынии  .
В 1940 году, после Второго Венского арбитража,  была аннексирована Венгрией до 1944 года, в течение которого еврейская община была уничтожена нацистами. Присоединена к Румынии после Второй мировой войны по Парижскому договору 1947 года.